# Pondok Gelugur
Pondok Gelugur is een bestuurslaag in het regentschap Indragiri Hulu van de provincie Riau, Indonesië. Pondok Gelugur telt 508 inwoners (volkstelling 2010).